# Bon sauvage
Le mythe du bon sauvage (ou du « noble sauvage ») est l'idéalisation de l'homme à l'état de nature (des hommes vivant au contact de la nature). L’idée que « le bon sauvage » vit dans un paradis sur terre avant le péché originel s’est développée au XVIIIe siècle, ayant ses fondations chez les explorateurs et conquérants de la Renaissance. Aux XVe et XVIe siècles, Christophe Colomb, Pedro Álvares Cabral, Amerigo Vespucci et Jacques Cartier explorent le continent américain, et découvrent une « jeune humanité ». Qu'ils soient écrits en portugais, en castillan, en français ou en latin, les textes issus de leurs voyages sont le certificat de naissance du « bon sauvage ». Le mythe du « bon sauvage » a permis aux écrivains contemporains de développer une forme de critique sociale sur les aberrations et les injustices de la société. L'adaptation la plus connue actuellement est Le Meilleur des mondes d'Aldous Huxley[réf. souhaitée].

## L'origine du terme

### Les indigènes «nus» et «innocents» dans laLettrede Pero Vaz de Caminha (1500)

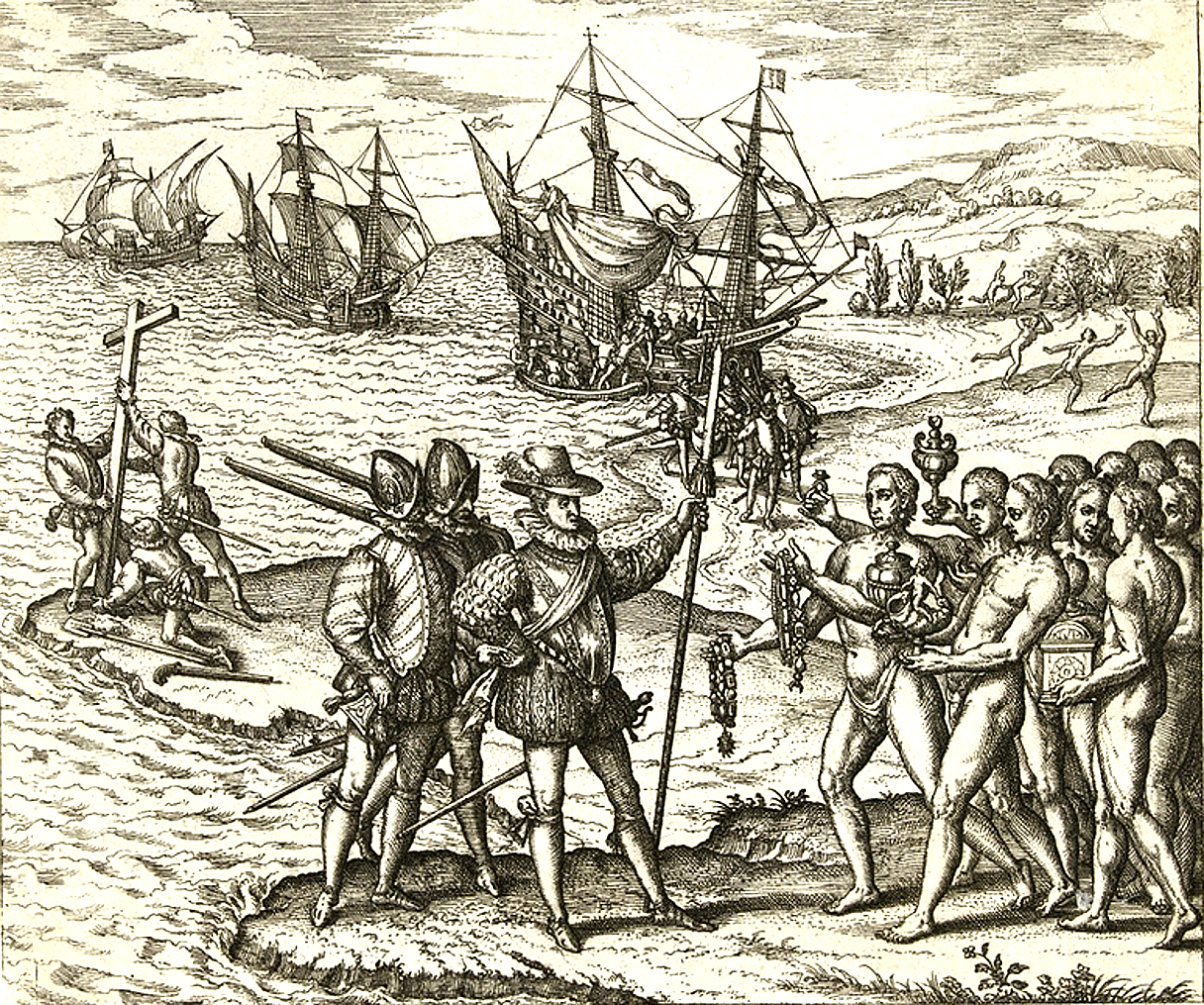
Espagnols face à des Sauvages « nus » et « innocents » prêts à partager leurs richesses et à devenir chrétiens. Gravure du XVIe siècle.

Le 22 avril 1500, l'armada du capitaine-majeur Pedro Alvares Cabral (1467-1520) accoste pour la première fois en Amérique du Sud. Les premiers contacts noués entre les Européens et les autochtones sont amicaux. Contrairement à certains Indiens de l'intérieur, les habitants de la région de Monte Pascoal et Porto Seguro sont des chasseurs-cueilleurs. Les hommes cherchent la nourriture en traquant le gibier, pêchant et cueillant des végétaux, tandis que les femmes cultivent des lopins de terre. Les descriptions des indigènes du nouveau continent par le pilote (anonyme) de la flotte, par le Maître João Fara, et surtout par le secrétaire d'escadre de Cabral, l'écrivain Pero Vaz de Caminha (1450-1500), offrent parmi les premières descriptions détaillées des Indiens d'Amérique du Sud. Tout au long de sa Lettre, datée du 1er mai 1500, Caminha contribue involontairement à fonder le mythe des bons sauvages. Les hommes qu'il décrit sont pacifiques, amicaux et obéissants. « Ils marchent nus, sans rien qui les couvre. Ils ne se préoccupent pas davantage de couvrir ou de ne pas recouvrir les parties intimes que de montrer le visage. Ils sont à ce propos d'une grande innocence. » Lorsque le Portugais « Nicolau Coelho leur demande de poser leurs arcs à flèche. Ils les déposent. » « Leur apparence est d'être de peau sombre, tendant vers le rouge, avec de bons visages et de bons nez, bien faits. »
Lors des premiers échanges avec les Portugais, les autochtones se montrent curieux, mais aussi craintifs des nouveautés : « On leur a montré une poule, ils en ont presque eu peur, et ne voulaient pas y toucher. Ensuite ils l'ont prise, mais comme effrayés. » Le 26 avril, constatant que de plus en plus d'indigènes curieux et pacifiques apparaissent, Cabral ordonne à ses hommes de construire un autel où une messe est célébrée. Au terme de son séjour, Cabral détermine que les terres découvertes se trouvent bien à l'est de la ligne de démarcation établie entre le Portugal et l'Espagne par le traité de Tordesillas, c'est-à-dire dans la partie du monde relevant de la sphère d'influence portugaise. Pour solenniser la prise de possession du Portugal sur cette contrée, les Portugais édifient une croix de bois – peut-être haute de sept mètres. Et un second service religieux est organisé le 1er mai. Si la Lettre de Caminha n'est pas diffusée immédiatement auprès du grand public, ses premières descriptions des Indiens du Brésil sont nécessairement connues et discutées en 1501 à son retour à la cour du Portugal, qui est fréquentée à l'époque par de nombreux marchands, banquiers et diplomates européens. Le rapport anonyme du pilote de Cabral est quant à lui imprimé en 1507 en Italien, dans la compilation de récits de voyage organisée par Fracanzano da Montalboddo : Paesi Novamente Retrovati et Novo Mondo de Alberico Vesputio Florentino Intitulato (Vicenza, 1507, feuilles 58 a 77, chapitres 63 a 83).

## La propagation de l'idée du bon sauvage

### Le mythe du bon sauvage chez Cartier dansVoyages au Canada

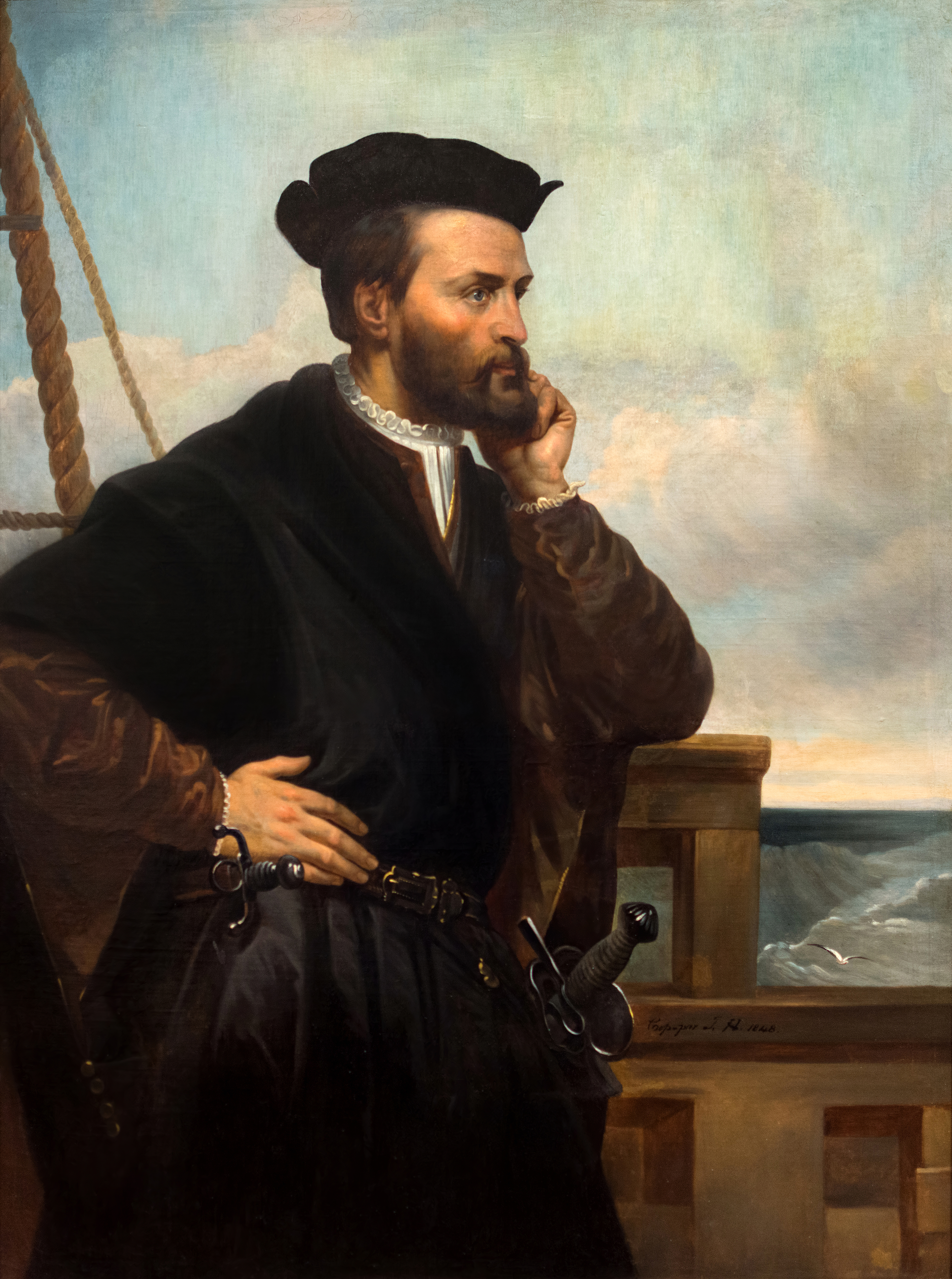
Jacques Cartier.

On peut retrouver l’image du bon sauvage dans le récit par Jacques Cartier de ses rencontres avec les autochtones d’Hochelaga. Selon Cartier, le sauvage n’est pas barbare, mais plutôt proche de la nature, « l’âme aussi pure que des enfants ». Leur façon de s’habiller et leur mode de vie montrent à Cartier qu’ils ne sont pas effrayants ni dangereux mais qu’ils sont des êtres humains. Innocents et purs, les « sauvages » qu’il rencontre pendant son voyage sont curieux de ce qu’il leur apporte d’Europe. En remarquant leur nudité sans pudeur, Cartier donne aux fils de Donnacona des vêtements européens : ceux-ci jettent alors leurs peaux de bêtes, car ces vêtements n’ont plus de signification dans la culture française : « Et acoustrasmes ses dits deux fils de deux chemises et en livrees et de bonnetz rouges et à chacun sa chainette de laton au col ». En les traitant comme humains (même s’il les considère comme des enfants), Cartier établit un commerce avec eux et il apprend les rudiments de leur langage, dont il donne un lexique. De sa perspective chrétienne, Cartier les considère comme des êtres innocents et sans religion, dans un état « sauvage » (au sens de « non cultivé »), susceptible d’une conversion au christianisme ; au départ de son premier voyage, il plante une croix pour que les autochtones puissent faire « plusieurs admyradtions » mais aussi pour symboliser la promesse de son retour : le rôle de l'homme européen serait alors de transmettre la Révélation à ses « jeunes frères ».

### Le mythe chez Montaigne dansDes Cannibales

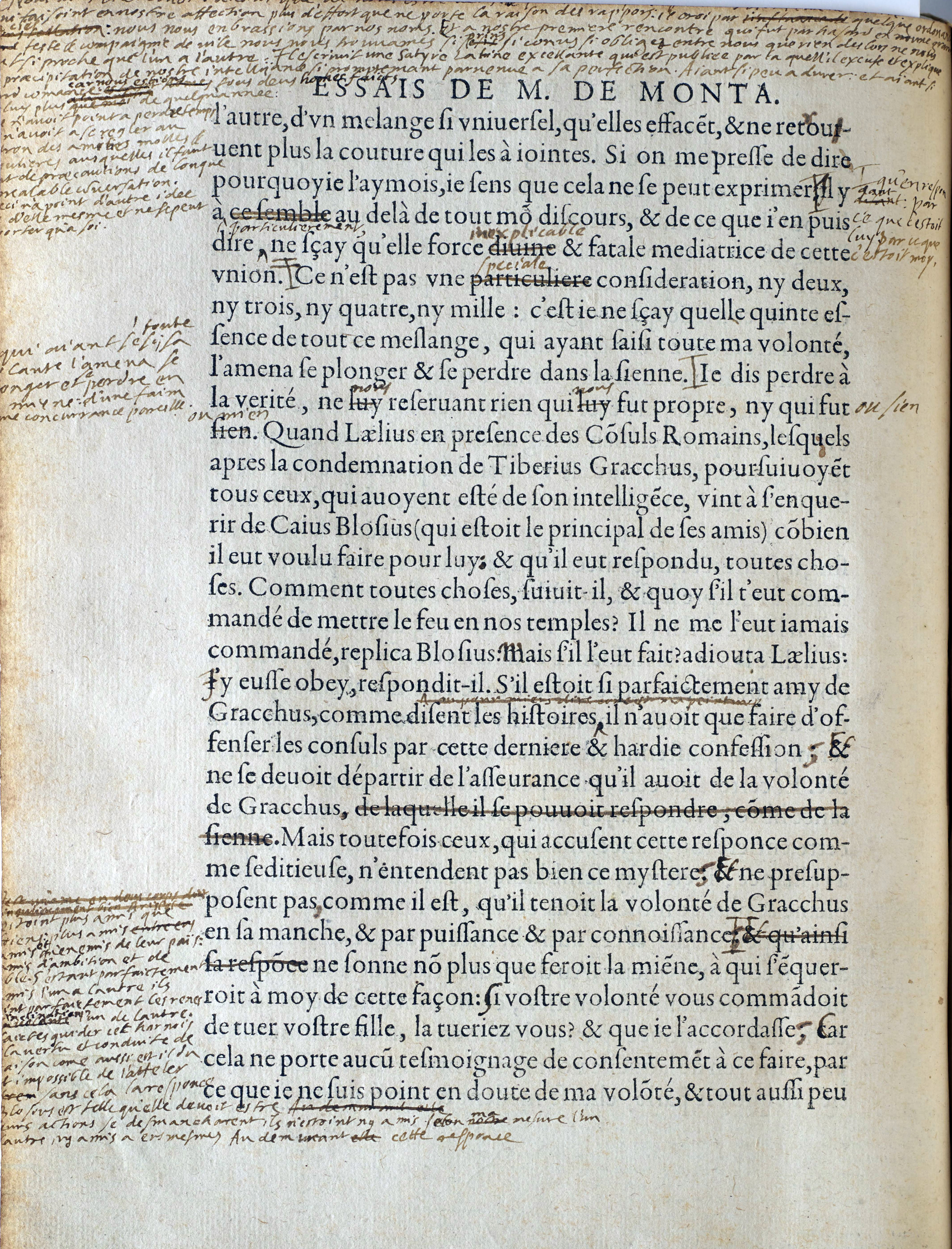
Essais.

La création du mythe du « bon sauvage » est souvent attribuée à Michel de Montaigne, même si les fondations de ce mythe sont bien antérieures. Montaigne aborde le sujet dans les chapitres Des Cannibales et Des Coches de ses Essais. De nombreux critiques maintiennent que l’auteur prend position en faveur des peuples autochtones qui vivent tranquillement dans la nature et contre les Européens qui ne s’intéressent qu’à s’enrichir et à corrompre des peuples innocents.
Montaigne souligne l’importance de choisir la raison par rapport à la voix commune et introduit le principe de relativisme culturel ainsi que l’idée de tolérance. Il dit que la culture « civilisée » ne connait pas toujours la vérité et, peut-être, que les Européens se trompent en appelant les Amérindiens anthropophages des « barbares. » En comparant les Européens au peuple Tupinamba du Brésil dans Des Cannibales, Montaigne essaie de montrer la « barbarie » de l’action destructrice des Européens. Ses descriptions des Tupinamba soulignent pour les lecteurs la perfection de leur vie en harmonie avec la nature. Leur mode de vie surpasse toutes les imaginations de « l’âge d’or » et il compare ce peuple « naturel » et « pur » aux fruits sauvages qui sont menacés par le goût corrompu des Européens. Selon Montaigne, l’innocence des Tupinamba est plus pure que l’état social.
Certains critiques questionnent la fiabilité des sources qu’emploie Montaigne en partie à cause de son exagération. Il est de fait indéniable que Montaigne commente l’Histoire d'un voyage fait en la terre du Brésil publié par Jean de Léry en 1578 : l’essai Des Cannibales semble alors une conversation avec le texte de Léry et une gageure pour penser hors de l’habitude de pensée. Néanmoins, le chapitre Des Coches, qui continue ce premier plaidoyer en s’appuyant sur d’autres sources, montre que l'attitude de Montaigne est celle de l’étonnement plus que de la leçon. Montaigne questionne, ouvre des dialogues, souffle des réponses provocatrices. Plusieurs soutiennent que sa représentation du « bon sauvage » dans les Essais a contribué largement à la pensée humaniste en redéfinissant ce qu’est la culture et son rôle pour définir l’humanité.

### Le mythe chez Diderot dansSupplément au voyage de Bougainville

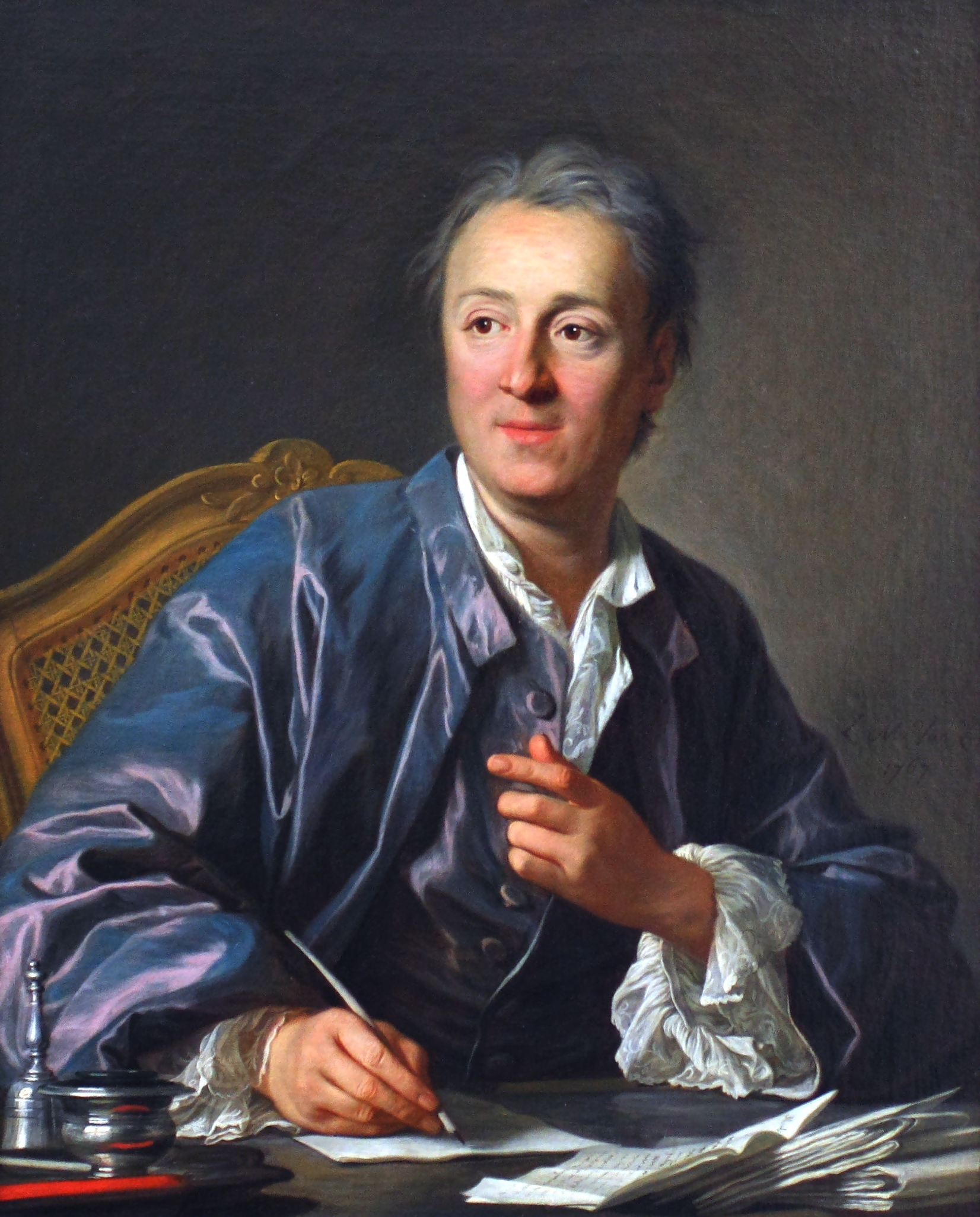
Denis Diderot.

Au XVIIIe siècle, la figure du bon sauvage commença à se transformer. Dans le texte Supplément au voyage de Bougainville, rédigé en 1772, Denis Diderot exprime une pensée qui s’oppose subtilement à la voix commune et qui provoque la chute du mythe, avérée avec le siècle suivant : pour lui, le « bon sauvage » n’existe pas. Il faut juger chaque homme tel qu’il est. Bien qu’il soit d’accord que les Tahitiens vivent d’une manière heureuse et libre et même si leur bonheur lui donne l’occasion de confirmer sa théorie des trois codes, Diderot déclare que la nature et les « sauvages » ne sont ni bons, ni mauvais.
Diderot expose les Tahitiens comme des hommes logiques avec certains buts – augmenter la population, enrichir la nation, se nourrir, la guerre, le sang-froid – et avec des vertus sociales, actives et positives, qui nient l’image artificielle et utopique des « bons sauvages », manifestant une aptitude à la civilisation.
Diderot met en question l'état de nature et réfute la divinité attribuée aux sauvages par le mythe. Ce sont des individus réels qui vivent dans une société différente, ayant leur propre culture (ce qui contredit l’opposition supposée entre la nature et la culture).
Diderot utilise ce mythe non pas pour proposer un modèle idéal, mais pour dénoncer les corruptions et les erreurs des colonisateurs de la civilisation européenne et de la religion chrétienne. Diderot n’apporte point de solution définitive; il encourage la réflexion sur le sens de la vie, sur l’organisation de la société, sur le caractère universel de la morale et sur l'anthropologie comme science.

### Rousseau: «l’homme naît bon, c’est la société qui le corrompt»

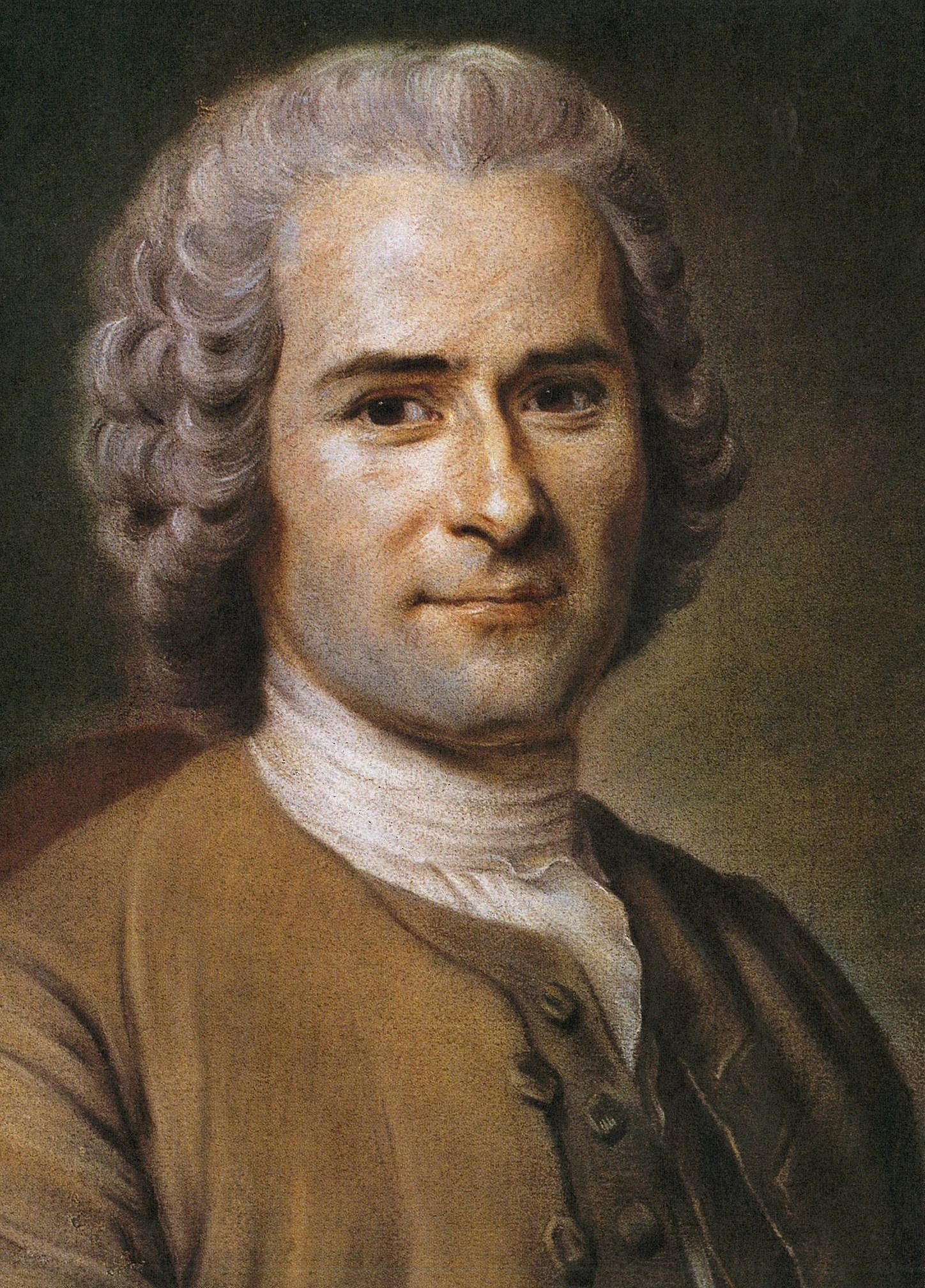
Jean-Jacques Rousseau.

Rousseau n'a pas utilisé le terme « bon sauvage » mais l'idée d'un état naturel (ou « de nature ») bon, innocent ou pur est un élément central de son interprétation de la nature humaine : "le principe de toute morale (...) est que l'homme est un être naturellement bon, aimant la justice et l'ordre ; qu'il n'y a point de perversité originelle dans le cœur humain, et que les premiers mouvements de la nature sont toujours droits" (...) tous les vices qu'on impute au cœur humain ne lui sont point naturels (...) par l'altération successive de leur bonté originelle, les hommes deviennent enfin ce qu'ils sont.
Dans le Discours sur l’origine des inégalités parmi les hommes, Rousseau développe une longue métaphore sur l’état de nature, l’état pré-civilisationnel. Il décrit cette période de l’humanité comme étant la plus heureuse.

### Lévi-Strauss

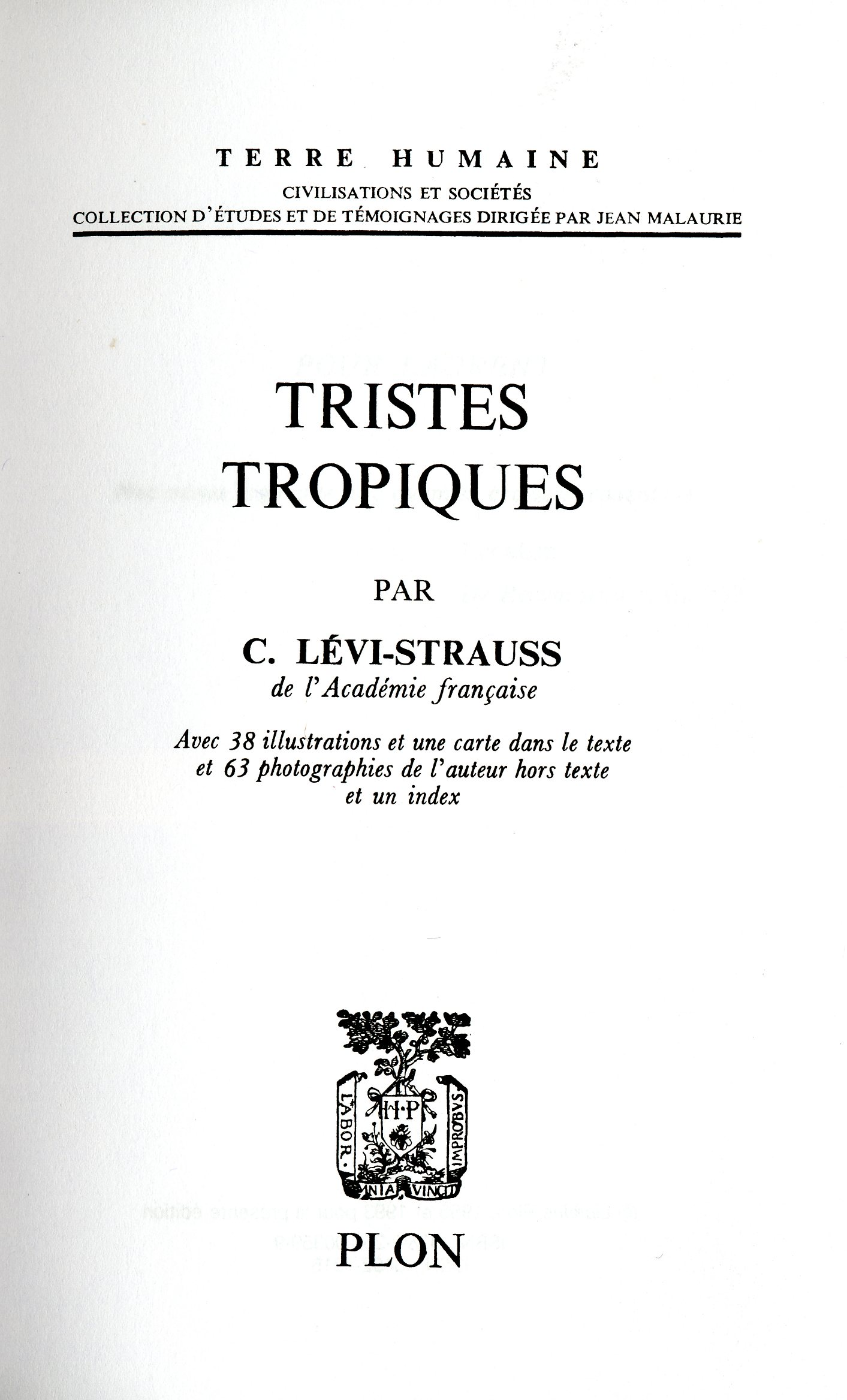

Claude Lévi-Strauss reprend l'approche de Rousseau dans son livre Tristes Tropiques, « d'un état qui n'existe plus, qui peut-être n'a point existé, qui probablement n'existera jamais, et dont il est pourtant nécessaire d'avoir des notions justes pour bien juger de notre état présent ». (On note l'ambiguïté entre un état qui à la fois « n'existe plus » et « n'a jamais existé ») .

## Critique de l'idée du bon sauvage

### Christianisme
Le courant de la contre-réforme catholique s'est vigoureusement opposé à cette philosophie décriée comme une boursouflure de l'humanisme, y percevant une négation du pêché originel. En particulier sur l'idée d'un relativisme culturel, opposé au devoir missionnaire des Européens dans la conversion des Indigènes au christianisme.

### En écologie
S'il est évident que les peuples sans industrie moderne ont moins les moyens que d'autres de détruire leur environnement, la question se pose de savoir s'ils sont pour autant foncièrement  « écologistes ». Ainsi, dans le sillage de l'anthropologue Philippe Descola, la figure de l'Indien « écolo » a connu un certain succès en écologie (entraînant l'avènement de l'« écoanthropologie »), mais se trouve également très contestée par de nombreux spécialistes de ces peuples qui invitent à se méfier d'une vision mythifiée des populations autochtones supposées plus proches d’une nature souvent fantasmée.

### Steven A. LeBlanc
Dans son livre Constant battles  (ISBN 0-312-31089-7), Steven LeBlanc détruit deux mythes, celui qui dit que l’homme préhistorique était pacifique et celui qui présente l'être humain préhistorique comme soucieux de son environnement et de la préservation de celui-ci. S'appuyant notamment sur ses nombreuses fouilles archéologiques, LeBlanc nous démontre le contraire et nous brosse le portrait d’un humain peu soucieux de la préservation de son environnement et donc de ses ressources alimentaires, peu soucieux du contrôle de sa croissance démographique pour maintenir un équilibre entre les capacités de son milieu et la taille de sa population. Cet humain suit le même comportement à travers les âges et ne trouve qu’une seule solution pour élargir son territoire et retrouver un équilibre, la guerre avec les autres groupes humains.